# Matadragones

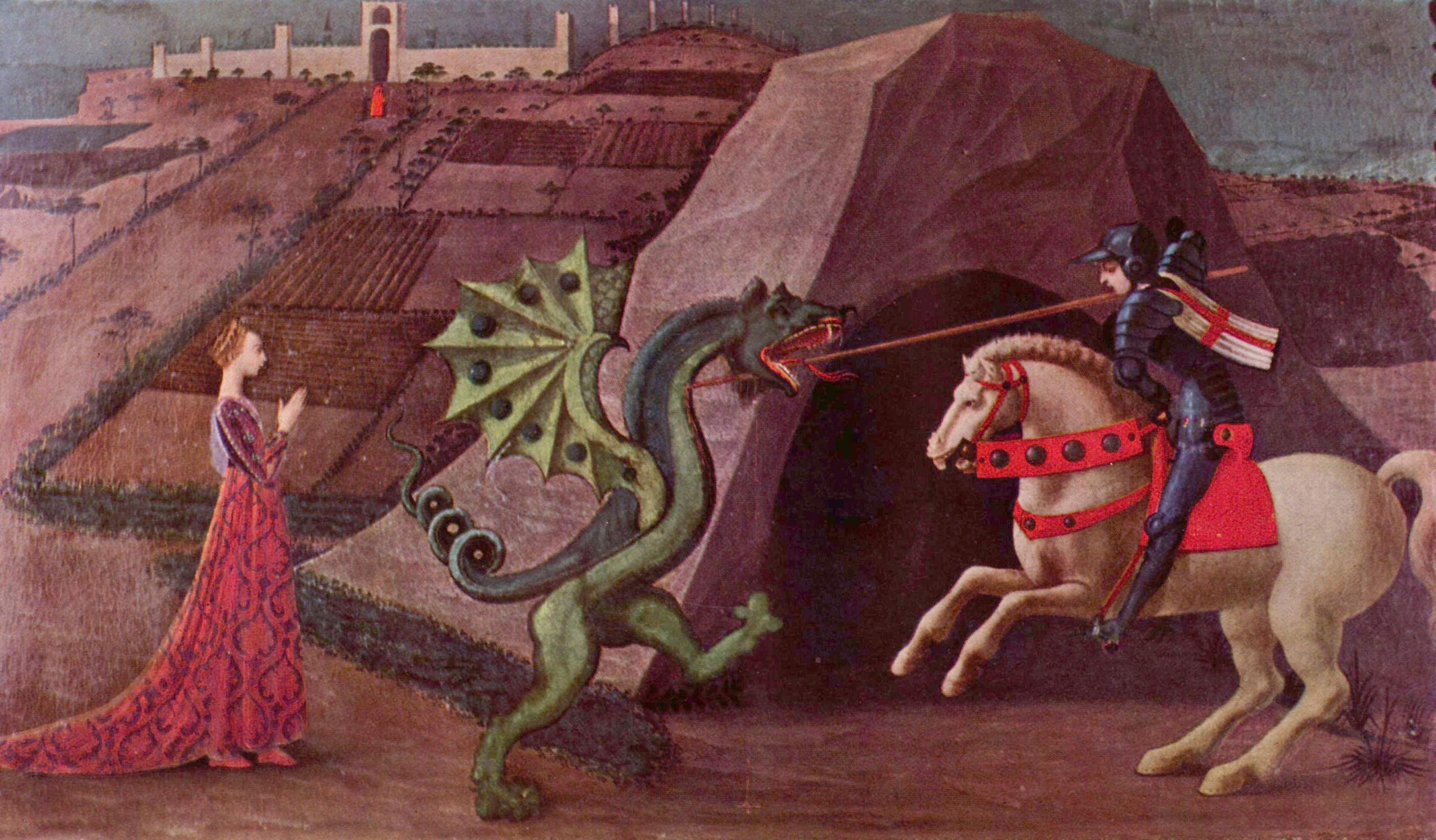
San Jorge y el dragón, de Paolo Uccello (1460).

Un matadragones es una figura heroica, casi exclusivamente de sexo masculino, que logra derrotar a un dragón mitológico. Se encuentran matadragones en los cuentos de hadas, en los mitos, leyendas e historias ancestrales de muchas culturas, así como en géneros más modernos como los libros de caballerías o la fantasía; e incluso en juegos de rol o videojuegos.

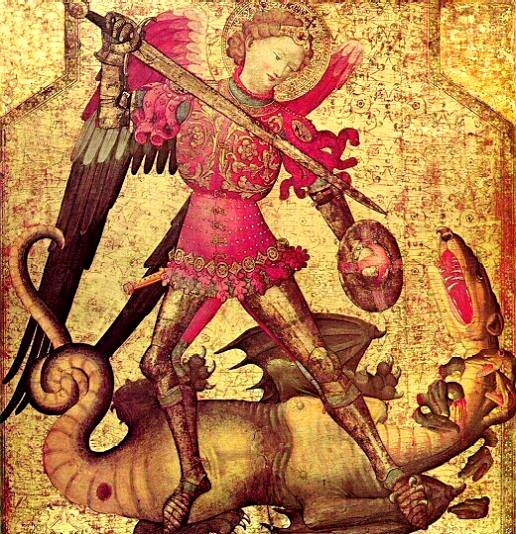
El Arcángel Miguel matando al dragón.

Un matadragones representa un gran valor y la superación del mal. En la mayoría de las historias el cazador de dragones logra liberar mediante su hazaña a las gentes cercanas de los ataques y la devastación y sequía prolongada causada por el fuego escupido por el dragón. A veces ha de rescatar una joven doncella de su cautividad en la guarida del dragón o conseguir un tesoro guardado y protegido por el dragón. En algunas leyendas germánicas, como en el Cantar de los Nibelungos, ese tesoro está maldito y trae la desgracia trágica al héroe. En la leyenda de Sigurd (o Sigfrido), el héroe bañado en la sangre del dragón muerto resulta invulnerable, a excepción de un pequeño lugar que determina el desenlace fatal, tema similar al del «talón de Aquiles» de la mitología griega.
Estos cuentos de matadragones se encuadrarían en el epígrafe «ATU 300» de la clasificación de cuentos de hadas Aarne-Thompson-Uther.

## Matadragones por orden histórico

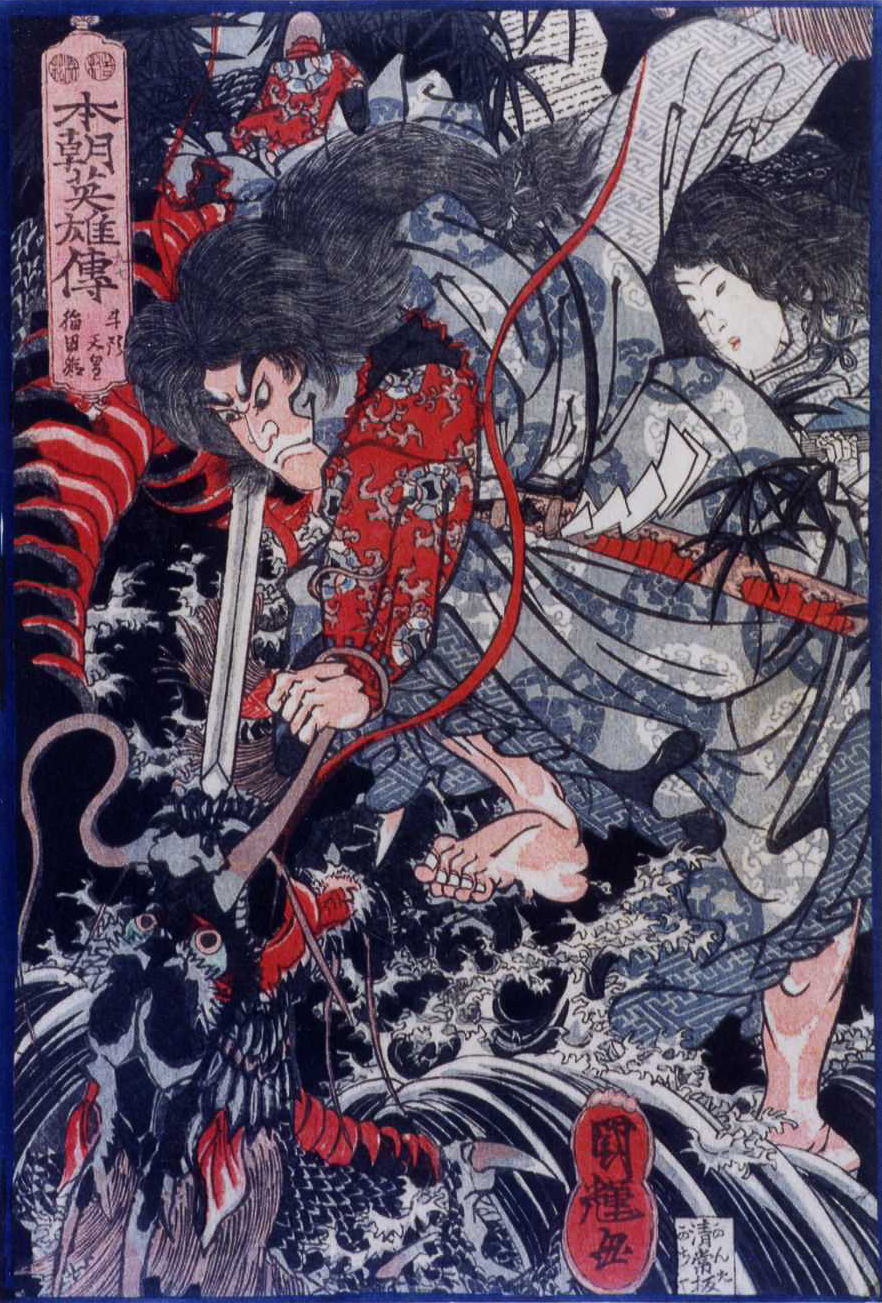
El príncipe Gozu lucha contra el dragón de ocho cabezas Yamata-no-Orochi en el mito japonés (Grabado de Utagawa Kuniteru).

- Marduk, que venció a Tiamat, el dragón del caos, en la mitología babilónica;
- Teššup en la mitología hitita;
- Aquiles, Apolo, Hércules, Cadmo, Jasón y Perseo en la mitología griega;
- el Arcángel San Miguel y Sansón en el Antiguo Testamento del cristianismo y el judaísmo;
- Baldur en la mitología escandinava;
- Sigurd o Sigfrido en la mitología germánica;[4]
- Beowulf[5] en el antiguo poema épico homónimo anglosajón;
- Clemente de Metz derrotó a Graoully, un dragón legendario que habitaba el anfiteatro de la ciudad a comienzos de la Edad Media, tal y como recoge Pablo el Diácono en sus escritos;[6]
- Tristán en el cantar de gesta de origen celta que narra la historia de Tristán e Isolda;[7]
- San Jorge, como el representante más conocidos de los santos cristianos en este género de leyendas;[8]
- el príncipe Gozu en la mitología japonesa;
- los bogatyres Dobrynya Nikitich y Aliosha Popovich[9] en la mitología eslava;
- Wawel Krak, que venció al dragón en el folklore polaco de Cracovia;[10] y
- Santa Margarita de Antioquía, que es una de las pocas mujeres matadoras de dragones.

También se menciona en ocasiones a Santa Marta de Betania entre los cazadores de dragones, pero en su leyenda ella sólo domó a la Tarasca, siendo los aldeanos los que la mataron. También se atribuye el milagro de domar a un dragón mediante la Santísima Cruz a San Marcelo de París.

## Fiestas populares de matadragones
Muchas efigies de dragones son sacadas de procesión en rogaciones, carnavales y fiestas profanas, en recuerdo de las hazañas que realizaron estos héroes. Algunas de estas celebraciones han sido descontinuadas pero otras siguen practicándose aún a día de hoy. Especialmente conocida es la de Furth im Wald, una ciudad de la frontera oriental de Baviera, que se celebra anualmente en agosto.
Una vez al año, el último domingo de junio, tiene lugar en Tarascón (Provenza-Alpes-Costa Azul) un festival para recordar a la Tarasca y a Tartarín de Tarascón, el personaje principal de la novela homónima de Alphonse Daudet.

## Los matadragones en la ficción contemporánea
En la ficción literaria y cinematográfica contemporánea se puede mencionar a los siguientes matadragones:
- En la ficción literaria del escritor británico J. R. R. Tolkien:
  - Bardo el Arquero en El hobbit;
  - Eärendil en El Silmarillion;
  - Túrin en El Silmarillion y Los hijos de Húrin; y
  - Fram en los Cuentos inconclusos de Númenor y la Tierra Media;
- Ulrich en la película Dragonslayer (‘matadragones’), producida en 1981 por la factoría Disney;
- el caballero Bowen en la película de fantasía Dragonheart: corazón de dragón;
- Natsu Dragneel, Wendy Marvell, Gajeel Redfox, Sting Eucliffe y Rougue Cheney, personajes de la serie de animación japonesa Fairy Tail, quienes fueron criados por dragones que les enseñaron la magia Dragon Slayer o «Asesino de Dragones»;
- Dovahkiin (literalmente ‘el nacido del dragón’, aunque traducido al español como «Sangre de Dragón»), el protagonista del videojuego The Elder Scrolls V: Skyrim.

### Otras lecturas
- Davis, S. (1953). «Argeiphontes in Homer--The Dragon-Slayer». Greece & Rome 22 (64): 33-38. JSTOR 640827. S2CID 163106261. doi:10.1017/S0017383500011712.
- Hart, Donn V.; Hart, Harriett C. (October 1960). «A Philippine Version of 'The Two Brothers and the Dragon Slayer' Tale». Western Folklore 19 (4): 263. JSTOR 1497353. doi:10.2307/1497353.
- Järv, Risto (2002). «The Three Suitors of the King's Daughter: Character roles in the Estonian versions of The Dragon Slayer (AT 300)». Folklore 22 (20–22): 33-48. doi:10.7592/FEJF2002.22.dragons.
- Markus-Takeshita, Kinga Ilona (2001). «From Iranian Myth to Folk Narrative: The Legend of the Dragon-Slayer and the Spinning Maiden in the Persian Book of the Kings». Asian Folklore Studies 60 (2): 203-214. JSTOR 1179054. doi:10.2307/1179054.
- Ramsey, Jarold (1999). «Ti-Jean and the Seven-Headed Dragon: Instances of Native American Assimilation of European Folklore». Reading the Fire: The Traditional Indian Literatures of America. University of Washington Press. pp. 222–236. ISBN 978-0-295-97787-4. JSTOR j.ctvcwn26j.18.
- Róheim, Géza (1940). «The Dragon and the Hero». American Imago 1 (2): 40-69. JSTOR 26300857.
- Róheim, Géza (1940). «The Dragon and the Hero (Part Two)». American Imago 1 (3): 61-94. JSTOR 26300866.
- Simpson, Jacqueline (1978). «Fifty British Dragon Tales: An Analysis». Folklore 89 (1): 79-93. JSTOR 1260098. doi:10.1080/0015587X.1978.9716092.
- Smith, Karen P. (2006). «Serpent-Damsels and Dragon-Slayers».  En Csonka-Takács, Eszter, ed. Christian Demonology and Popular 2. Central European University Press. pp. 121-138. ISBN 978-963-7326-76-9. JSTOR 10.7829/j.ctt2jbmrh.10.
- van der Schaaf, Baukje Finet; Ditzel, Ruth; Kooper, Erik (1994). «The 'Lai de Tyolet' and 'Lancelot and the Whitefooted Stag': Two Romances Based on a Folktale Motif». Arthuriana 4 (3): 233-249. JSTOR 27869068. S2CID 162109364. doi:10.1353/art.1994.0039.
- Vaz da Silva, Francisco (2003). «Iberian Seventh-Born Children, Werewolves, and the Dragon Slayer: A Case Study in the Comparative Interpretation of Symbolic Praxis and Fairytales». Folklore 114 (3): 335-353. JSTOR 30035123. doi:10.1080/0015587032000145379. hdl:10071/614.
- Witzel, Michael (2008). «Slaying the Dragon across Eurasia». In Hot Pursuit of Language in Prehistory. pp. 263-286. ISBN 978-90-272-3252-6. doi:10.1075/z.145.21wit.